# Szundaniec (mijanka)
Szundaniec (ros. Шунданец) – mijanka i przystanek kolejowy w miejscowości Szundaniec, w rejonie oneskim, w obwodzie archangielskim, w Rosji. Położona jest na linii Biełomorsk – Obozierskij.